# Mutua Madrid Open 2024
Die Mutua Madrid Open 2024 bezeichneten sowohl ein Tennisturnier der WTA Tour 2024 für Damen als auch ein Tennisturnier der ATP Tour 2024 für Herren. Das Damenturnier startete am 24. April, das Herrenturnier einen Tag später am 25. April 2024. Die Turniere in der Caja Mágica in Madrid endeten am 5. Mai 2024.

## Ergebnisse

### Herren
→ Qualifikation: Mutua Madrid Open 2024/Herren/Qualifikation

### Damen
→ Qualifikation: Mutua Madrid Open 2024/Damen/Qualifikation